# 유메노 아이카
유메노 아이카(일본어: 夢乃あいか)는 일본의 AV 여배우이다.